# Антефикс
Антефи́кс, или Антефи́кса (лат. antefixus — впереди прикреплённый, от ánte — впереди и fígere — прикреплять, привязывать, фиксировать) — в античной архитектуре элемент в виде щитка, вертикально поставленной пластины, плиты или плитки из мрамора или терракоты. Такие щитки, в отличие от акротериев, прикрепляемых по углам треугольного фронтона, устанавливали рядами, с интервалами вдоль кровли по боковым фасадам здания. Антефиксы закрывали торцы калиптеров (др.-греч. καλύπτρα — покрышка) — узких желобчатых черепиц кровли из терракоты или мрамора. Двускатные (коринфские) или полукруглые (лаконские или сицилийские) в поперечном сечении, калиптеры располагались рядами, прикрывая стыки плоских черепиц — солен (др.-греч. ςωληνος — труба, жёлоб), по которым стекала дождевая вода. Отсюда полукруглая форма антефиксов. Антефиксы не имеют утилитарной функции водостоков, они играют декоративную роль. Дождевая вода накапливалась в специальном жёлобе, расположенном параллельно краю кровли — симе. В такой симе через определённые интервалы делали отверстия, снаружи оформленные в виде маскаронов: масок львов или горгон с раскрытыми ртами, через которые выливалась вода. В средневековье такие устройства называли «гаргулья». Таким образом, антефиксы, как и акротерии, отличаются от масок-водомётов.
Антефиксы использовали древние этруски на территории северной и центральной Италии в VII—VI веках до н. э. Этрусские антефиксы делали из терракоты формованием или ручной лепкой (последние называют простипами) и расписывали минеральными красками. Они прикрывали торцы желобов деревянной кровли. Наиболее интересные образцы найдены археологами при раскопках этрусских городов Сатрик, Тарквиния, Вейи и Пирги.
Наиболее простые антефиксы выполнены в форме пальметты или антемия. Многие украшены маскаронами с изображениями Горгоны Медузы или сфинкса. Значительное количество антефиксов и реконструкции этрусских храмов экспонируются в Музее виллы Джулия в Риме. Антефиксы, расположенные вдоль кровли, издали воспринимаются орнаментальным рядом, что придаёт им дополнительное декоративное значение. Антефиксы получили распространение в древнегреческой и древнеримской архитектуре. Римляне изготавливали их из мрамора, ярко расписывали или золотили. Позднее антефиксы потеряли утилитарное значение и использовались с целью декоративной и исторической стилизации в архитектуре классицизма.

## Галерея
- Схема антефикса, XI—XII века
- Расположение антефиксов. Схема
- Антефикс в виде головы Силена. 500-490 гг. до н. э. Антиквариум Римского форума
- Антефиксы. Реконструкция. Музей Гетти, Лос-Анджелес
- Этрусский антефикс из Черветери с изображением менады в диадеме и серьгах в форме гроздей винограда. Метрополитен-музей, Нью-Йорк
- Римский антефикс, украшенный бодающимися головами двух козлов, Метрополитен-музей, Нью-Йорк
- Римский антефикс с изображением Венеры и Марса. Метрополитен-музей, Нью-Йорк
- Этрусский антефикс из Вульчи с пальметтой и крылатой Горгоной. I в. до н. э. Григорианский этрусский музей, Ватикан
- Антефикс. 510 г. до н. э. Терракота, роспись. Национальный музей вилла Джулия, Рим
- Антефикс-крест. Кан, Франция, XI—XII века
- Антефикс. Индонезия, IX—X века
- Антефикс. Таиланд, XII век
- Антефикс. Биньдинь, Вьетнам, XII—XIII века
- Пекин
- Терракотовый антефикс, США